# گراز بدبوی لب‌سفید
گراز بدبوی لب‌سفید (نام علمی: Tayassu pecari) نام یک گونه از تیره گراز بدبو است.